# Vahlovice
Vahlovice jsou malá vesnice, část obce Myštice v okrese Strakonice v Jihočeském kraji. Nachází se asi jeden kilometr jihozápadně od Myštic a pět kilometrů severovýchodně od Blatné. Prochází zde silnice II/175. Je zde evidováno 36 adres. V roce 2011 zde trvale žilo padesát obyvatel. U silnice II/175 v jižní části Hory se těží kvalitní žula.
Vahlovice jsou také název katastrálního území o rozloze 4,19 km². V katastrálním území Vahlovice leží i Laciná.

## Název
Původ místního jména jazykovědci odvozují od tvaru Vahalovice ve významu ves lidí váhavých, nebo váhavě, loudavě se pohybujících či pracujících. V historických pramenech se název objevuje jen ve tvaru Vahlovice (1588 a 1634), ale existuje také lidový tvar Vahlojce.

## Historie
První písemná zmínka o vesnici pochází z roku 1588.

## Obyvatelstvo
| Rok            | 1869 | 1880 | 1890 | 1900 | 1910 | 1921 | 1930 | 1950 | 1961 | 1970 | 1980 | 1991 | 2001 | 2011 | 2021 |
| -------------- | ---- | ---- | ---- | ---- | ---- | ---- | ---- | ---- | ---- | ---- | ---- | ---- | ---- | ---- | ---- |
| Počet obyvatel | 210  | 192  | 166  | 183  | 180  | 163  | 161  | 135  | 116  | 95   | 70   | 43   | 52   | 50   | 46   |
| Počet domů     | 29   | 29   | 30   | 31   | 30   | 30   | 30   | 32   | 32   | 32   | 28   | 30   | 35   | 31   | 36   |

## Obecní správa
Při sčítání lidu v letech 1850–1959 Vahlovice byly samostatnou obcí v okrese Blatná. Od roku 1960 jsou částí obce Myštice v okrese Strakonice. V letech 1850–1879 k obci patřily Chobot, Skaličany a Újezd u Skaličan, v letech 1850–1920 Chobot 2.díl a Střížovice a v letech 1850–1959 také Laciná.

## Společnost

### Školství
Dne 29. září 1881 byla v obci otevřena jednotřídní škola a to přes odpor obce Myštice, která chtěla mít školu doma. Dříve chodily děti z Dvoretic, Laciné a Václavova do hodinu vzdálených Skvořetic, ze Střižovic a Myštic do školy v Černívsku a z Újezda do Blatné. Školní budova byla vysvěcena 1. října 1882 P. Josefem Pekárkem, děkanem z Blatné. Správcem školy se stal Karel Mrkvička, který též vyučoval náboženství. Také bylo zavedeno vyučování ženských ručních prací, které vyučovala jeho choť Marie Mrkvičková. V roce 1885 povolila zemská školní rada vznik druhé třídy, pro kterou byla najata místnost a Karel Mrvička byl jmenován řídícím učitelem. Přístavba školy přistavěná k západní části stávající budovy byla prodlena až do roku 1896. Do školy chodily děti z Vahlovic, Dvoretic, Laciné, Václavova, Myštic, Střížovic a Újezdu. V roce 1913 chodilo do školy 116 dětí – 55 chlapců a 61 dívek.

## Pamětihodnosti
- Usedlost čp. 6
- Pamětní sloup
- Barokní boží muka z roku 1754 – při kopání základů přístavby školy byly nalezeny tři lidské kostry. Podle sdělení místního rolníka Františka Ráže, který se prací zúčastnil, měla jedna z nich neobvykle velkou lebku se zřetelnou jizvou po sečné ráně. V místě tohoto nálezu stála boží muka, která byla před započetím prací přemístěna o kus dál na západ od školy, kde stojí dodnes.[13]

## Osobnosti
- Jan Šimsa (1965–1945), lékař, psychiatr[14]